# Marek Zawiłowicz
Marek Zawiłowicz (ur. 4 lipca 1970 w Krynicy-Zdroju) – polski hokeista.

## Kariera
- KTH Krynica (-1992)
- STS Sanok (1992-1993, 1994-1995)

Wychowanek KTH Krynica. Hokej uprawiał od szóstej klasy szkoły podstawowej. W seniorskiej drużynie KTH zadebiutował w wieku juniorskim. W drużynie KTH grał do sezonu II ligi 1991/1992. Latem 1992 został zawodnikiem klubu STS Sanok. W sezonach I ligi 1992/1993 i 1994/1995 występował w barwach tej drużyny.